# M602
M602 är en motorväg i Storbritannien. Detta är en kortare motorväg på 6,4 kilometer som leder trafiken från motorvägarna M60 och M62 in mot centrala Manchester.